# Praça da Mandioca
A Praça da Mandioca, também conhecida como Praça Conde de Azambuja, localizada no centro histórico de Cuiabá, no estado de Mato Grosso, é um dos espaços públicos mais emblemáticos da cidade. Reconhecida por sua importância cultural e histórica, a praça tornou-se um reduto de manifestações artísticas, festividades e resistência social desde a sua fundação em 1727. Atualmente, é um dos principais pontos culturais da capital mato-grossense, reunindo moradores, artistas e visitantes em um ambiente de convivência vibrante e repleto de história.

## História
A origem  da praça deu-se no ano de 1727, durante o período colonial, quando a região era conhecida como "Largo do Sebo". Posteriormente, foi denominada "Largo da Mandioca", até receber oficialmente o nome de Praça Conde de Azambuja, uma homenagem a António Rolim de Moura Tavares, primeiro governador-geral de Mato Grosso após sua elevação à capitania. O nome popular "Mandioca" faz referência às antigas plantações e feiras de mandioca que ocorriam no local.
Durante o século XIX e início do século XX, a praça era rodeada por casarões coloniais e servia como espaço de encontros, festividades populares e práticas religiosas. No século XX, tornou-se um importante reduto da boemia cuiabana, sendo ponto de encontro de intelectuais, músicos e artistas locais. Nos anos 1980 e 1990, a Praça da Mandioca consolidou-se como um dos principais polos culturais da cidade, sendo palco de festas, apresentações teatrais e eventos musicais.
A praça também carrega um profundo significado de resistência negra em Cuiabá. Durante o período escravocrata, a região foi um dos principais espaços de sociabilidade da população negra da cidade, incluindo ex-escravizados e seus descendentes. Atualmente, essa memória é resgatada por meio de eventos culturais e homenagens aos grupos afrodescendentes que ajudaram a moldar a identidade cuiabana.
Nos últimos anos, a Praça da Mandioca passou por processos de revitalização e mudanças no perfil do público frequentador. O crescimento de bares e estabelecimentos comerciais no entorno trouxe novas dinâmicas ao espaço, gerando debates sobre preservação patrimonial e ocupação urbana.

## Localização
A praça está situada no centro histórico de Cuiabá, próxima a pontos icônicos da cidade, como a Escadaria do Beco Alto, da Igreja Nosso Senhor dos Passos, do Museu da Imagem e do Som de Cuiabá, do Casarão de Nhô-Nhô de Manduca, da Casa Barão de Melgaço, do Parque Morro da Luz, além dos casarões históricos do período colonial brasileiro. Sua localização privilegiada a torna um ponto de convergência para diversas atividades culturais e sociais. O fácil acesso por meio de transporte público e a proximidade com outras áreas históricas fazem da praça um local estratégico para a preservação da memória e da identidade cuiabana.

## Eventos e Cultura
A Praça da Mandioca é um espaço que respira cultura e tradição. Diversos eventos são realizados no local ao longo do ano, atraindo tanto a população local quanto turistas. Entre os eventos mais emblemáticos, destacam-se:
Folia Cuiabana: Durante o Carnaval, a praça se transforma em palco para marchinhas, samba e pagode, reunindo foliões em celebrações animadas.
Arraiá do Centro Histórico: Festa junina com forró, quadrilhas improvisadas e comidas típicas são realizadas na praça, mantendo viva a tradição das festividades populares.

## Importância para a Comunidade
O local tem um significado especial para a população cuiabana, funcionando como um local de encontro, celebração e resistência cultural. Seu papel como um espaço de convivência intergeracional reforça sua relevância, permitindo que histórias, tradições e manifestações artísticas continuem vivas ao longo do tempo. Além disso, a praça é um símbolo da diversidade cuiabana, refletindo a identidade plural da cidade.
Nos últimos anos, debates sobre segurança, gentrificação e preservação histórica têm sido levantados pela população e autoridades, reforçando a necessidade de políticas públicas voltadas à manutenção do espaço como patrimônio cultural e social.